# حياة الفنانين (كتاب)
كتاب حياة الفنانين هو كتاب يبحث في الرسامين والنحاتين والمهندسين.
إن كتاب حياة الفنانين هو قاموس عن جميع الرسامين والنحاتين والمهندسين القدماء. كتبه جورجيو فاساري مهندس فلورنسي وتلميذ مايكل أنجلو. أصدر هذا الكتاب عام 1594.
فأعتُمد من قبل أساتذة الجامعة مرجعا عن تاريخ الفن. وأُعتبر أهم كتاب تحدث عن نهضة الفنون الإيطالية.
تحدث فاساري في كتابه هذا عما يقارب المائتي رسام و نحات و مهندس أمثال : جيوتو ومازاشيو ودوناتيللو ورافاييل ومايكل انجلو بالطبع ونيتان و الأهم ليناردو دافنشي مثال العبقرية الخالد.